# Horolezec roku
Horolezec roku je ocenění na základě soutěžní ankety, jejímž cílem je vybrat a ocenit nejlepší (horo)lezecké výkony a současně propagovat horolezectví v České republice.
Soutěž vyhlašují od roku 2010 společně Český horolezecký svaz a společnost Alpy, zastupující v ČR Oesterrechischer Alpenverein (OEAV).
Ocenění Horolezec roku je udíleno třem nejlepším výkonům z oblasti horolezectví, bez ohledu na to, zda se jedná o výškové horolezectví, závodní lezení, skialpinismus, bouldering či jinou (horo)lezeckou disciplínu. Nejlepší výkony jsou vybírány z nominací, kterými jsou Výstupy roku a Výstupy roku v OEAV v ČR. Nominované výkony hodnotí a nejlepší výkony vybírá výkonný výbor ČHS, společnost Alpy a odborná média (časopisy lidé&HORY a Everest a webové portály Lezec.cz a Horyinfo.cz). Slavnostní vyhlášení soutěže probíhá na Smíchovském festivalu alpinismu, který se koná každoročně v listopadu v Národním domě na Smíchově v Praze.

## Ocenění

### 2010
(první ročník; výkony za období 1. 1. do 31.7. 2010 a 1.1. do 31.8. 2010)
- 1. Adam Ondra, za 1. opakování cesty Golpe de Estado, ve stupni 9b
- 2. Ondřej Beneš, za přelez Des Kaisers neue Kleider 8b+ a 3. dokončení Alpské trilogie
- 3. Dušan Janák a Pavel Vrtík, za přelez cesty Vol de Nuit, M8-

### 2011
(výkony od 1.8. 2010 do 31.8. 2011)
- 1. Adam Ondra, přelezy cest Tough Enough 8c, Planta de Shiva 9b, L’Avaro 8c+ a 1. místo v kombinaci na MS v lezení v Arcu[2]
- 2. Dušan Janák, za přelezy cest Tatranský double na Ganek 8, M8- a Erectissima 10-
- 3. Lucie Hrozová, za přelez cesty Law and Order, M13+

* předávající: Peter Habeler

### 2012
- 1. Adam Ondra, za přelezy cest To tu ještě nebylo XIIb, Perlorodka 9a+, Jungle Boogie 9+ a 3. místo na MS 2012 v boulderingu[3]
- 2. Pavel Vrtík a Milan Doležal, za prvovýstup Alpes Angels, M7/A1
- 3. Lucie Hrozová a Mirek Matějec, za přelez Illuminati, M11+, W6+

* předávající: Zdeněk Hrubý a Ladislav Jirásko

### 2013
- 1. Adam Ondra, za přelez cesty Change, 9b+[4]
- 2. Marek Holeček a Zdeněk Hrubý (in memoriam), za prvovýstup Thumba Party SZ stěnou Talungu (7.349 m n. m.), M6+ WI6
- 3. Lucie Hrozová, za první ženský přelez cesty Ironman, v obtížnosti M14

### 2014
- 1. Adam Ondra, za prvovýstup Vasil, Vasil 9b+ a za dva tituly Mistra světa 2014 v lezení na obtížnost a bouldering[5]
- 2. Ondřej Mandula a Jiří Pliska, za prvovýstup Ve správný čas na správném místě SZ stěnou Uzum Brakk v Karákoramu
- 3. Radek Jaroš, za svou čtrnáctou osmitisícovku K2, na kterou vystoupil Abbruzziho pilířem 26.7.2014.

### 2015
- 1. Adam Ondra, za přelezy cest Chromozome Y 9a, Jade 8B+, a 2 stříbrné medaile na ME 2015[6]
- 2. Lucie Hrozová, za přelez cesty Low G Man D14
- 3. Libor Hroza za 1. místo na ME a 2. místo celkově v SP v lezení na rychlost
- 3. Jan Zbranek a Dušan Janák, za volný přelez cesty Bellavista 8c
- další nominace: Martin Stráník